# 335년 전쟁
335년 전쟁(영어: Three Hundred and Thirty Five Years' War, 네덜란드어: Driehonderdvijfendertigjarige Oorlog, 콘월어: Bell a dri hans pymthek warn ugens)은 영국 남서쪽 해안 바깥에 자리잡은 실리 제도와 네덜란드 사이의 전쟁이다. 1651년부터 1986년까지 일어난 역사상 가장 긴 전쟁이지만 총을 한 발도 쏘지 않았다.

## 역사
335년 전쟁은 영국의 왕당파와 의회파 사이의 전쟁인 제2차 영국 내란(1642년 ~ 1652년)에서 비롯된 것이다. 의회파의 올리버 크롬웰은 콘월에 자리잡은 왕당파를 서쪽으로 몰아내었다. 왕당파 해군은 존 그렌빌 경이 가지고 있는 실리 제도로 퇴각했다.

### 전쟁의 선포
한편 네덜란드는 의회파와 동맹을 맺었다. 네덜란드는 에스파냐와의 80년 전쟁(1568년 ~ 1648년)에서 잉글랜드의 도움을 받아 1648년에 에스파냐로부터 독립했었는데, 영국 내전에서는 이기고 있는 것으로 보이는 편과 손을 잡은 것이다. 네덜란드 해군은 실리 제도에 자리잡은 왕당파의 함대에 큰 손해를 입었다. 네덜란드의 마르턴 하르페르츠존 트롬프(Maarten Harpertszoon Tromp) 제독은 왕당파 쪽에 배상을 요구했지만 만족할 만한 대답을 얻지 못했다. 1651년 네덜란드는 전쟁을 선포했다. 대부분의 잉글랜드는 의회파가 장악했기 때문에 실리 제도에만 선포한 전쟁이었다.

### 왕당파의 항복
전쟁이 선포된 지 얼마 지나지 않은 1651년 6월, 로버트 블레이크 제독이 이끄는 의회파 함대에 왕당파는 항복했다. 네덜란드 해군은 실리 제도에 총 한 발도 쏘지 않고 돌아갔다. 다른 나라의 한 부분에만 선포했다는 전쟁의 모호함 때문에 전쟁은 공식적으로 매듭지어지지 않은 채 잊혀졌다.

### 평화 협정

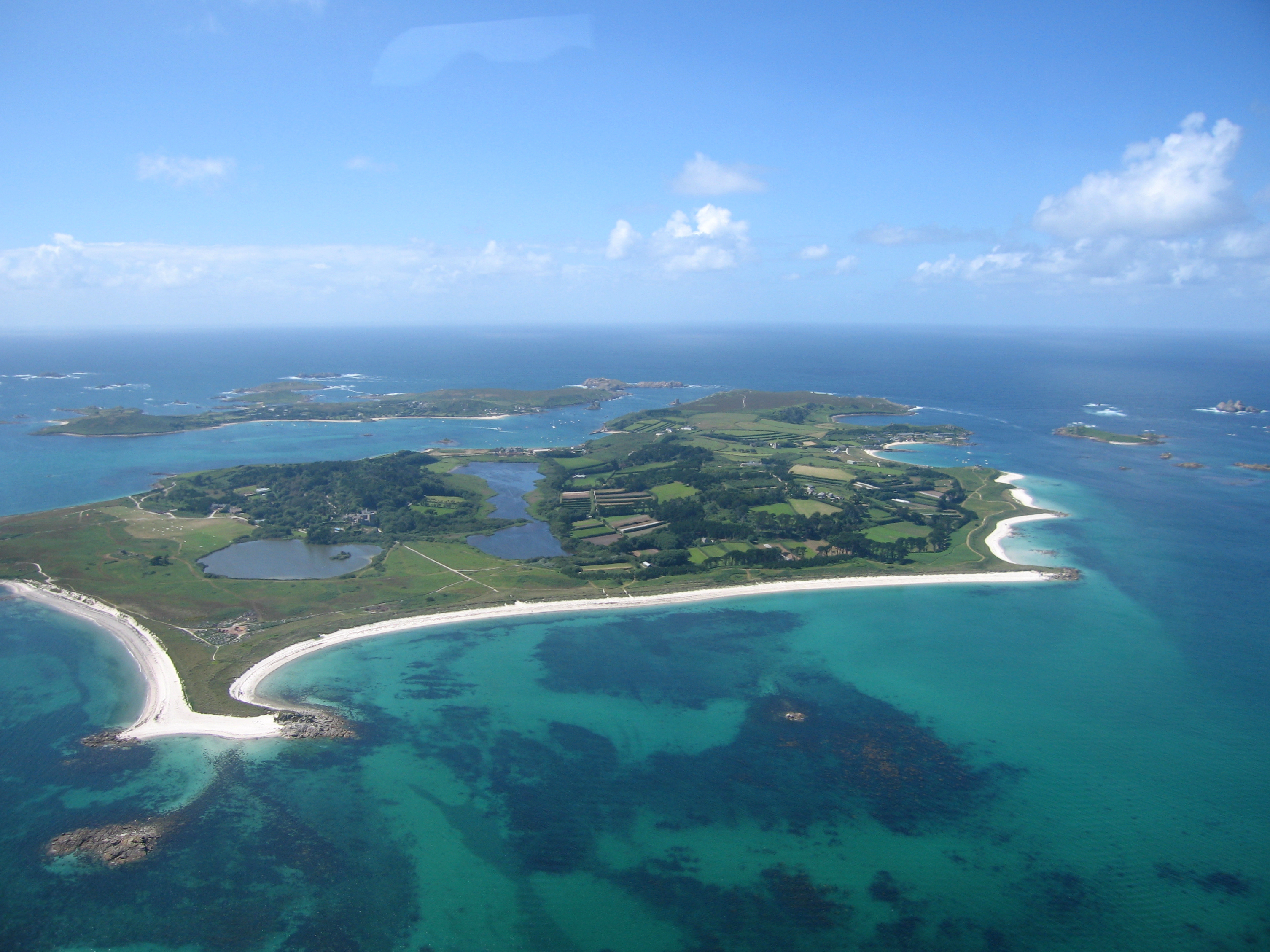
실리 제도의 트레스코(Tresco) 섬

1985년 실리 의회의 의장이자 역사가인 로이 덩컨은 실리 제도가 아직도 전쟁 중에 있다는 "전설"을 처분해 달라는 내용의 편지를 런던에 있는 네덜란드 대사관에 보냈다. 대사관은 소문이 사실임을 확인했다. 덩컨은 당시 영국 주재 네덜란드 대사로 있던 레인 하위데코퍼르 백작(Rein Huydecoper)을 실리 제도로 초대해 평화 협정을 맺었다. 1986년 4월 17일, 전쟁이 선포된 지 335년 만에 공식적으로 전쟁이 끝났다.
참고로, 로이 덩컨의 이 편지는 사실 같은 해 1985년 1월에 이탈리아의 '로마' 시장과 튀니지의 '튀니스' 시장이 만나서 종전협정에 서명한 것의 영향을 받았다고 볼 수 있다. 포에니 전쟁 당시 로마는 카르타고를 함락한 뒤에도 종전 선언을 하지 않았었기에 이런 퍼포먼스가 가능했다. 그래서 무려 2131년 만에 포에니 전쟁은 공식적으로 종전되었다. 따라서 인류 역사상 가장 긴 전쟁은 포에니 전쟁이었다고 보기도 한다.

## 같이 보기
- 영국-잔지바르 전쟁 : 가장 짧았던 전쟁 (38분 소요)
- 제2차 세계 대전 : 가장 많은 사상자가 사망한 전쟁(소련 2000~3500만 명, 총 6200~7800만명)
- 백년 전쟁 : 세계에서 가장 길었던 전쟁으로 알려졌던 전쟁.

## 참고 문헌
- 〈Scilly peace〉, 《타임즈》, 1986년 4월 19일자.